# Bürgerspital Weingut

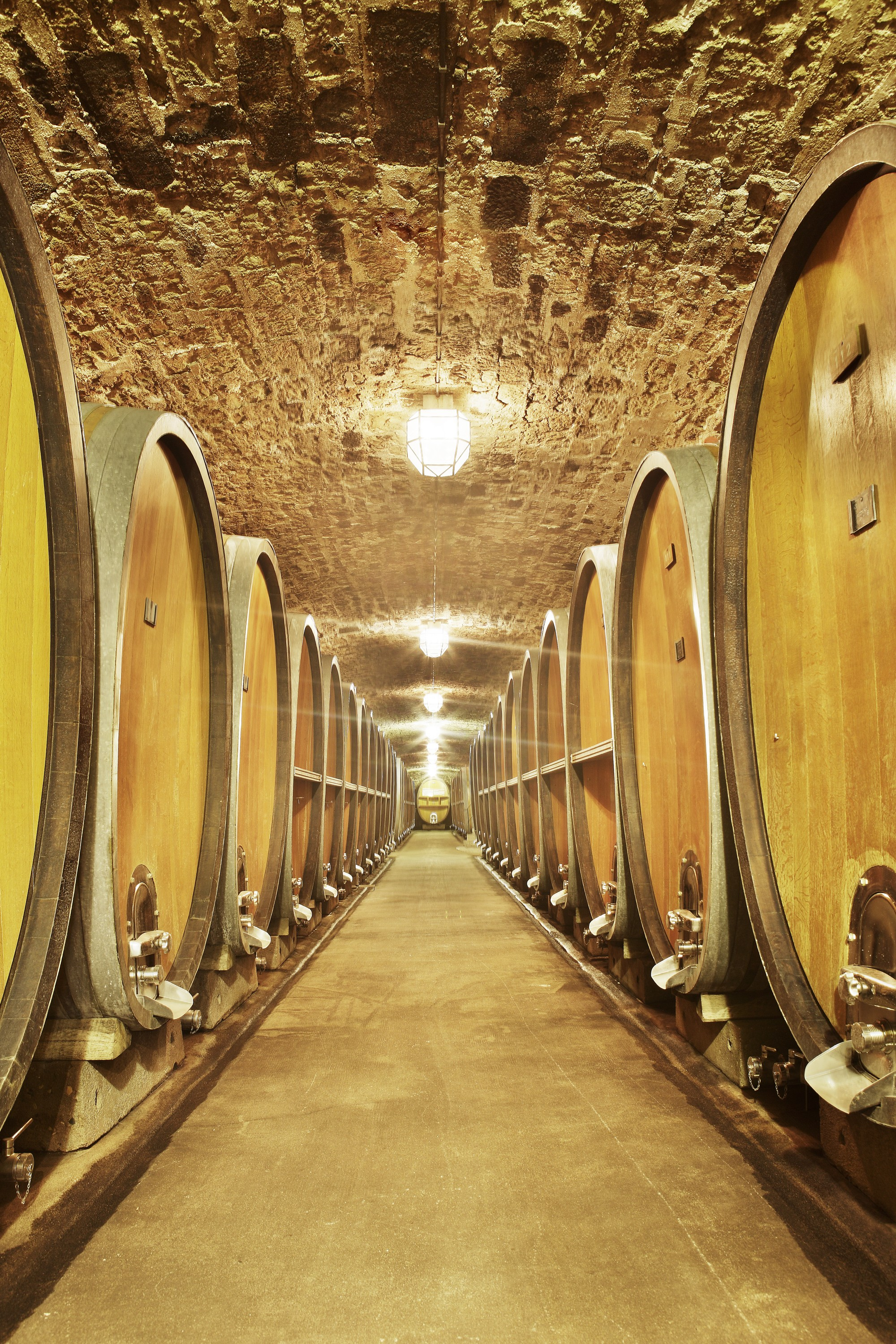
Holzfasskeller

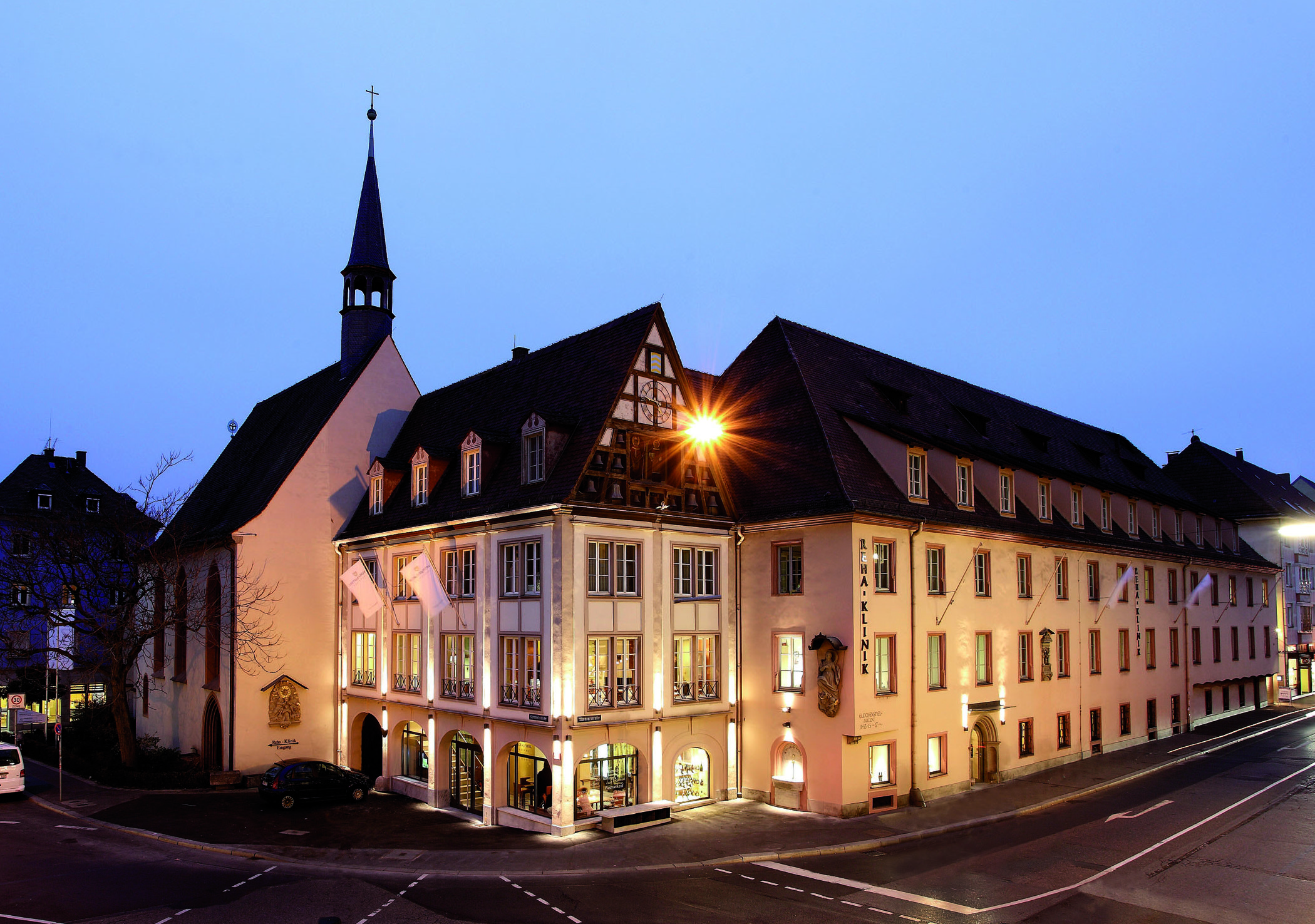
Weinhaus

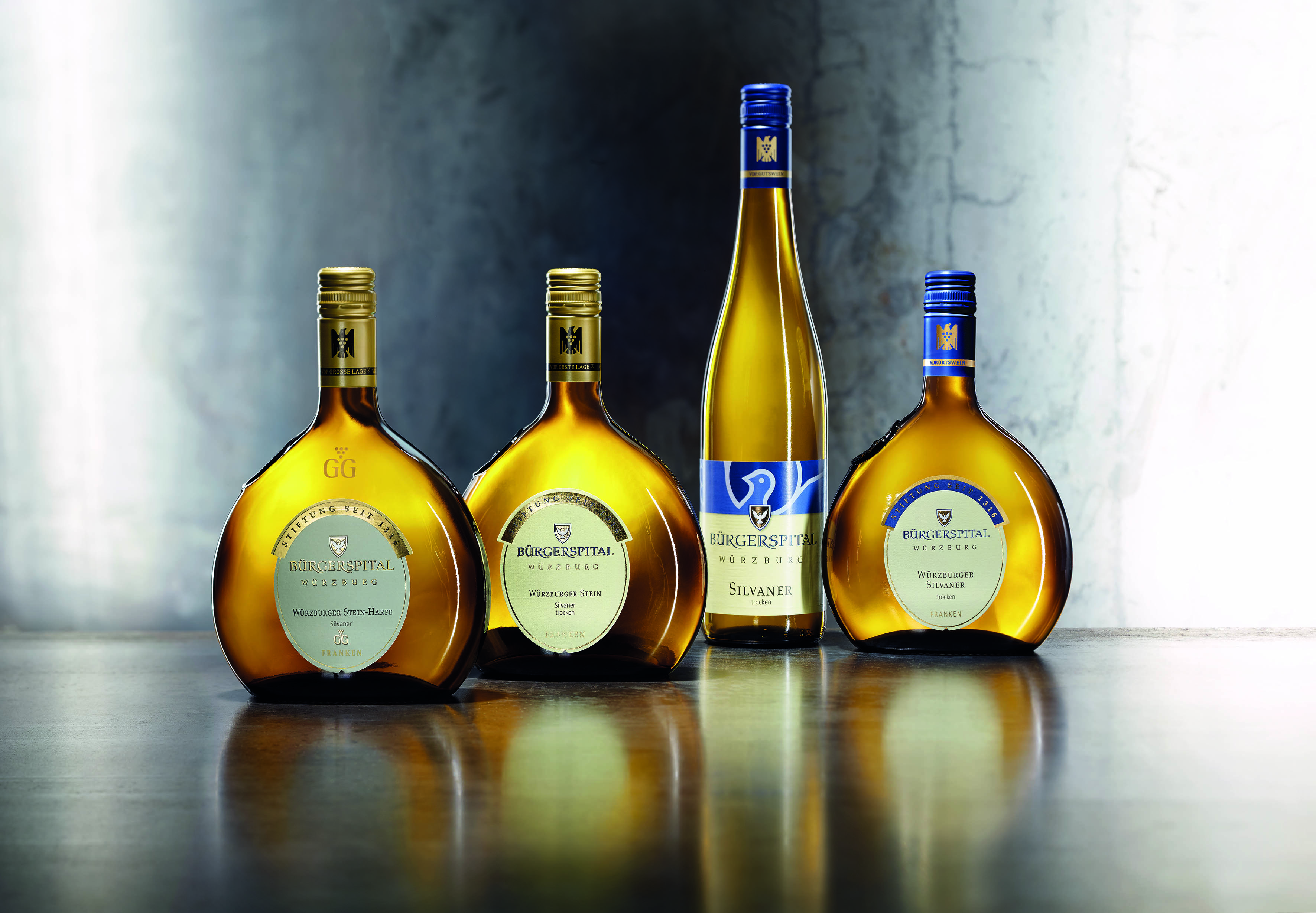
Weine

Das Weingut Bürgerspital zum Heiligen Geist in Würzburg ist ein Weingut in Franken. Auf 120 Hektar Rebfläche werden in erster Linie die klassischen Rebsorten Riesling, Silvaner und Burgunder angebaut und überwiegend in Bocksbeutel gefüllt. Das Weingut selbst ist Teil der über 700-jährigen Stiftung Bürgerspital zum Hl. Geist und Mitglied im Verband Deutscher Prädikatsweingüter (VDP).

## Lagen
Als eine der ältesten, weinbaubetreibenden Stiftungen der Welt ist das Bürgerspital Weingut mit vielen Weinbergen ausgestattet und besitzt Rebflächen in der bekannten Lage Würzburger Stein, dem Stein-Berg, der Würzburger Stein-Harfe, der Würzburger Innere Leiste, dem Würzburger Pfaffenberg, der Würzburger Abtsleite, dem Veitshöchheimer Sonnenschein und in den Randersackerer Weinlagen Teufelskeller, Marsberg und Pfülben. Das geologische Ausgangsmaterial Muschelkalk prägt den markanten Charakter der Weine. Die Würzburger Stein-Harfe ist eine Monopollage des Bürgerspitals.

## Angebote
Im Bürgerspital Weinhaus unterm Glockenspiel (Ecke Theater-/Semmelstraße) sind verschiedene Institutionen miteinander vereint: ein Ladenverkauf von Wein, eine Vinothek – im Sommer mit Weingarten vor der Spitalkirche – und dem „Hockerle“, einem Treffpunkt mit Schoppenweinen. In den Stammgebäuden der Stiftung (zwischen Semmelstraße, Theaterstraße und Ludwigstraße) befinden sich auch die Bürgerspital Weinstuben. Zudem bietet das Bürgerspital Weingut Kellerführungen mit Weinprobe an.